# Olaf Ohlsen
Olaf Ohlsen (* 6. Dezember 1941 in Hamburg; † 23. März 2019) war ein deutscher Politiker der CDU und von 2004 bis 2015 Mitglied der Hamburgischen Bürgerschaft.

## Leben
Nach dem Hauptschulabschluss fuhr Olaf Ohlsen sieben Jahre lang zur See, zuletzt als Nautiker. Anschließend war er 32 Jahre lang als Beamter bei der Hamburger Wasserschutzpolizei tätig. 
Er war verheiratet und hatte zwei Kinder sowie drei Enkelkinder.

## Politik
Olaf Ohlsen war seit seinem 20. Lebensjahr Mitglied in der CDU. Von 1986 bis 2004 war er Mitglied in der Bezirksversammlung Hamburg-Eimsbüttel. Einen Teil der Zeit war er dort auch Fraktionsvorsitzender seiner Partei.
Seit dem 17. März 2004 war Ohlsen Mitglied der Hamburgischen Bürgerschaft. Dort saß er für seine Fraktion im Eingabenausschuss, Haushaltsausschuss, Wirtschaftsausschuss und im Ausschuss für die Bezirke. Er war Fachsprecher für Wirtschaft und Hafen. Seinen Schwerpunkt in der politischen Arbeit sah er selber in der Hafenpolitik und bei der Verwaltungsreform.
Bei der Bürgerschaftswahl 2015 kandidierte Ohlsen auf Platz 26 der Landesliste, verlor jedoch sein Mandat.
Im März 2019 starb er im Alter von 78 Jahren.